# Особые виды ритмического деления

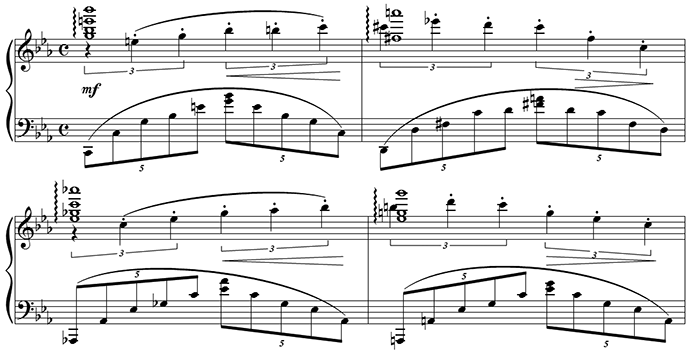
С.В. Рахманинов. 2-й фортепианный концерт (фрагмент 1-й части; партия оркестра не показана). Полиритмия, образуемая сочетанием двух мультиолей (в правой руке — четвертные триоли, в левой руке — восьмые квинтоли) при основном размере 4/4, создаёт эффект свободной «рапсодической» ритмики

Особые виды ритмического деления (англ. tuplets) в музыке — метрически обособленные группы длительностей, в сумме составляющих, как правило, одну долю такта. В классико-романтической музыке XVIII—XIX веков наиболее распространённый вид такого деления — триоль. В многоголосной музыке особые виды ритмического деления используются для достижения эффекта полиритмии.

## Проблема термина
В конце XX века в англоязычном музыкознании появился собирательный термин tuplet, которым обозначается любая метрически обособленная группа длительностей, в сумме составляющих одну или несколько долей регулярного (заданного размером) такта. Термин родился в среде программистов, в связи с разработкой прикладных компьютерных программ для нотного набора (так называемых «нотаторов») из «суффикса» -plet для отдельных (существующих) терминов, обозначающих частные случаи метрического обособления (например, triplet, quintuplet, sextuplet), и математического (английского) термина tuple (упорядоченная n-ка, см. кортеж). В англоязычных музыкальных словарях «Harvard Dictionary of Music» (2003), «The Oxford Companion to Music» (2002), а также в «Музыкальном словаре Гроува» (2001) слова tuplet ещё нет. Одно из первых музыковедческих определений термина tuplet находится в пособии «Essential dictionary of music notation» Тома Джеру и Линды Ласк (1996). Впервые англоязычная энциклопедическая статья «Tuplet» появилась в онлайновой версии Гроува в 2013 году.
В других европейских языках и в русском родового и обобщающего термина для указанного феномена музыкальной ритмики нет. По русской традиции для обозначения частных случаев особого ритмического деления используются морфологически приспособленные к русскому языку французские термины, которые образованы из сочетания числительного (как правило, порядкового) и суффикса «-оль» (например, рус. «квартоль» из фр. quartolet).
Например, триоль (русский термин от фр. triolet, англ. triplet) 3:2 представляет собой группу из трёх нот одинаковой длительности, в сумме по времени звучания равных 2 нотам той же длительности. Квинтоль (от фр. quintolet, англ. quintuplet) 5:4 — группа из пяти нот, в сумме по времени звучания равных 4 нотам той же длительности (при такте 4/4) или 5:3 — равных 3 нотам той же длительности (при такте 6/8).

## Использование в музыке

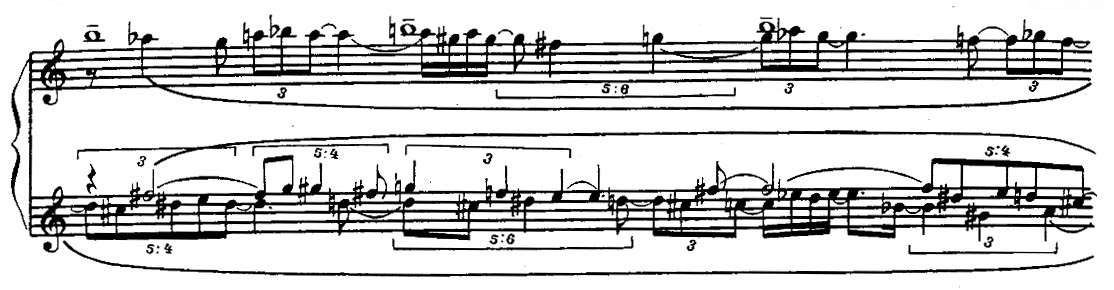
Э.В. Денисов. Знаки на белом, фрагмент. Используются квинтоли 5:4 и 5:6, и триоли

Особые виды ритмического деления возникли в многоголосии позднего Средневековья и Возрождения, в связи с бурным развитием мензуральной ритмики (впервые в мотетах Ars antiqua, в том числе Пьера де ла Круа). В наиболее типичной ситуации нерегулярные ритмические группы возникают в связи со временным переключением в одном из голосов тернарной мензуры (деление на три) на бинарную (деление на два), реже наоборот. При этом другие голоса придерживаются ритмического деления, установленного тактовыми акцентами. Таким образом, мультиоли образуют частный случай полиритмии.
Из особых ритмических групп в музыке классико-романтического периода наиболее распространены триоли (3:2); существуют также дуоли (2:3), реже квартоли (4:3 или 4:6), квинтоли (5:4, 5:6), секстоли, октоли и т. д. В музыке XX века в связи с ритмическими экспериментами авангардистов появились многие примеры более изощрённых и нерегулярных ритмических групп. Для указания способа особого ритмического деления композитор в таких случаях использует обыкновенную дробь, которую он помещает в центр квадратной скобки, показывающей границы обособленной группы. Например, дробь 9:8 означает ритмическую фигуру, нотируемую из девяти длительностей, но звучащую в течение времени, равного восьми таким же длительностям.